# 安慧
安慧（あんね、梵: Sthiramati [スティラマティ]、 470‐550年頃もしくは 510‐570年頃）は、大乗仏教の僧。南インド出身で瑜伽行派に所属した。堅慧（けんね）とも訳される。
唯識派の唯識十大論師の一人。
徳慧(とくえ、Guṇamati)の弟子あるいは後輩。無相唯識の学説で知られ、 護法の有相唯識と対立する。

## 著作
以下の著作がある。

### 漢訳
- 『阿毘達磨雑集論』
- 『大乗廣五蘊論』
- 『大乗中観釈論』 - 中観派の開祖龍樹の中論への注釈
- 『倶舎論実義疏』 - 倶舎論への注釈

### 梵文・チベット訳
- 『三十頌釈』
- 『中辺分別論釈疏』
- 『倶舎論実義疏』

### チベット訳のみ
- 『荘厳経論註疏』